# Eustreptospondyl
Eustreptospondyl (Eustreptospondylus) – duży teropod z rodziny megalozaurów (Megalosauridae).
Nazwa rodzajowa Eustreptospondylus oznacza właściwego krzywokręgiego.

## Opis
Eustreptospondyl był jednym z największych drapieżników lądowych jakie występowały w okresie jury. Miał silnie zbudowane ciało o typowej dla teropoda sylwetce. Jego kończyny tylne przypominały kończyny ptaków. Były długie i trójpalczaste. Środkowa kość śródstopia zwężała się ku górze. Kończyny przednie eustreptospondyla były dużo krótsze, ale tak jak i tylne, zakończone trzema palcami. Ciężar czaszki tego teropoda zmniejszały otwory zwane oknami. Eustreptospondyl miał ostre i sztyletowate zęby.

## Wielkość
Eustreptospondyl miał około 5–7 m długości i około 2 m wysokości. Ważył około 0,5 tony.

## Występowanie
Eustreptospondyl występował w epoce środkowej jury, w keloweju - ok. 165-160 mln lat temu - na obszarze Europy.

## Behawior i etologia
Eustreptospondyl żył w tym samym miejscu i czasie co często z nim mylony megalozaur. Biorąc pod uwagę środowisko, w jakim został znaleziony szkielet, eustreptospondyl mógł być zarówno padlinożercą, jak i aktywnym drapieżnikiem. W czasach występowania tego drapieżnika w tym samym środowisku występowało dużo dinozaurów roślinożernych, jak wczesne gatunki ankylozaurów, stegozaurów oraz zauropodów. One zapewne stanowiły pożywienie tego drapieżnika.

## Historia odkryć
Prawie kompletny szkielet eustreptospondyla zostały znaleziony w 1871 w Oxford Clay, na północ od Oksfordu i opisany przez Johna Phillipsa pierwszego kustosza muzeum w Oksfordzie. Przez blisko sto lat okaz ten był znany jako megalozaur. Dopiero w 1964 paleontolog Alick Walker wykazał, że dinozaur ten nie mógł być megalozaurem. Początkowo chciał nadać mu nazwę Streptospondylus, ale okazało się, że nazwa ta jest już zarezerwowana dla jednego z rodzajów krokodyli. Walker postanowił, więc dodać do niej przedrostek eu, który można tłumaczyć jako właściwy. W ten sposób została utworzona nazwa rodzajowa Eustreptospondylus.
Fragmenty szkieletu drugiego okazu eustreptospondyla znaleziono na obszarze Francji w formacji Marnes de Dives.

## Gatunki
- Eustreptospondylus oxoniensis

## Muzea
Rekonstrukcje eustreptospondyla można zobaczyć w:
- Oxford University Museum - muzeum historii naturalnej w Oksfordzie

## Galeria

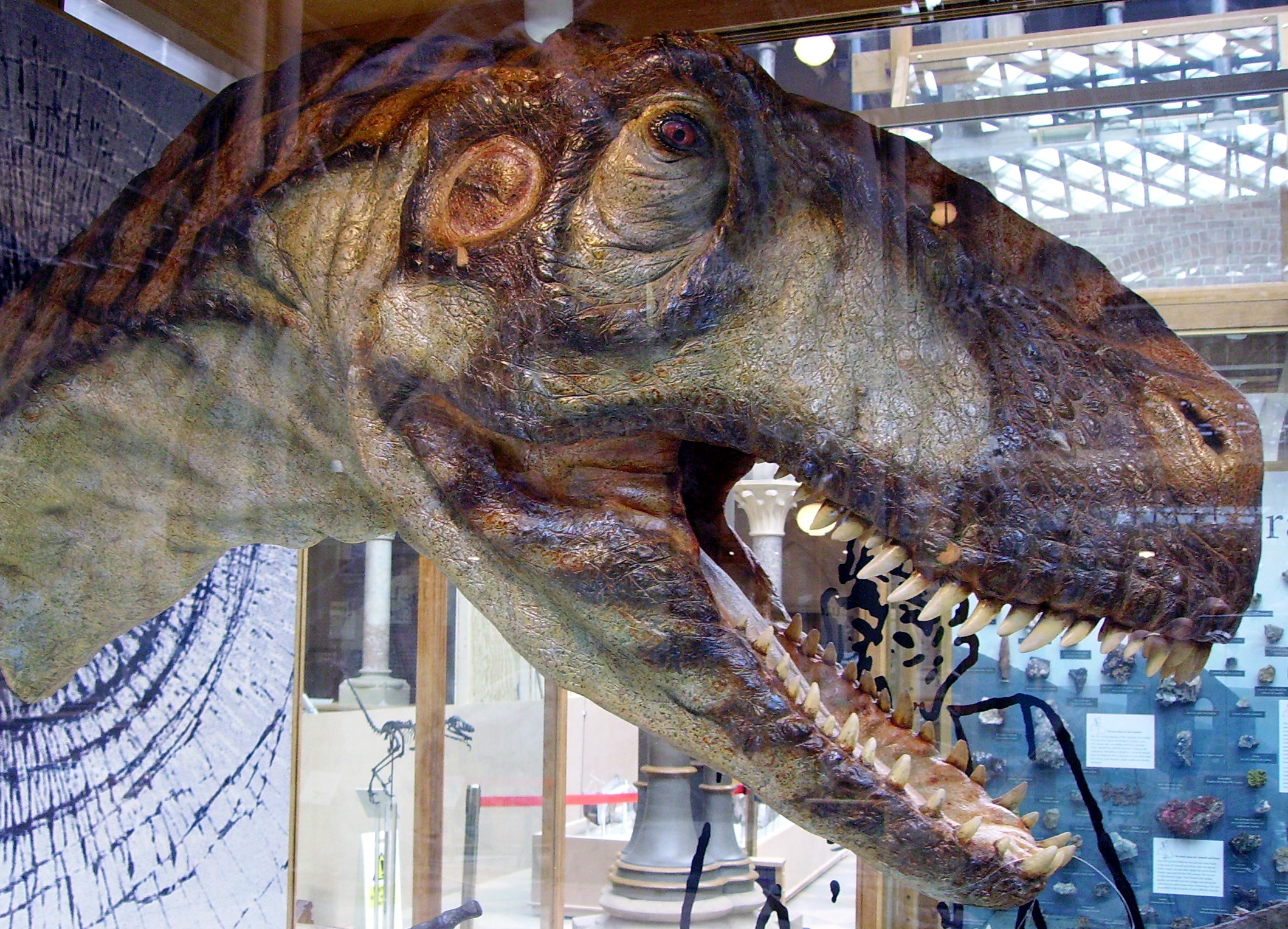
model głowy eustreptospondyla
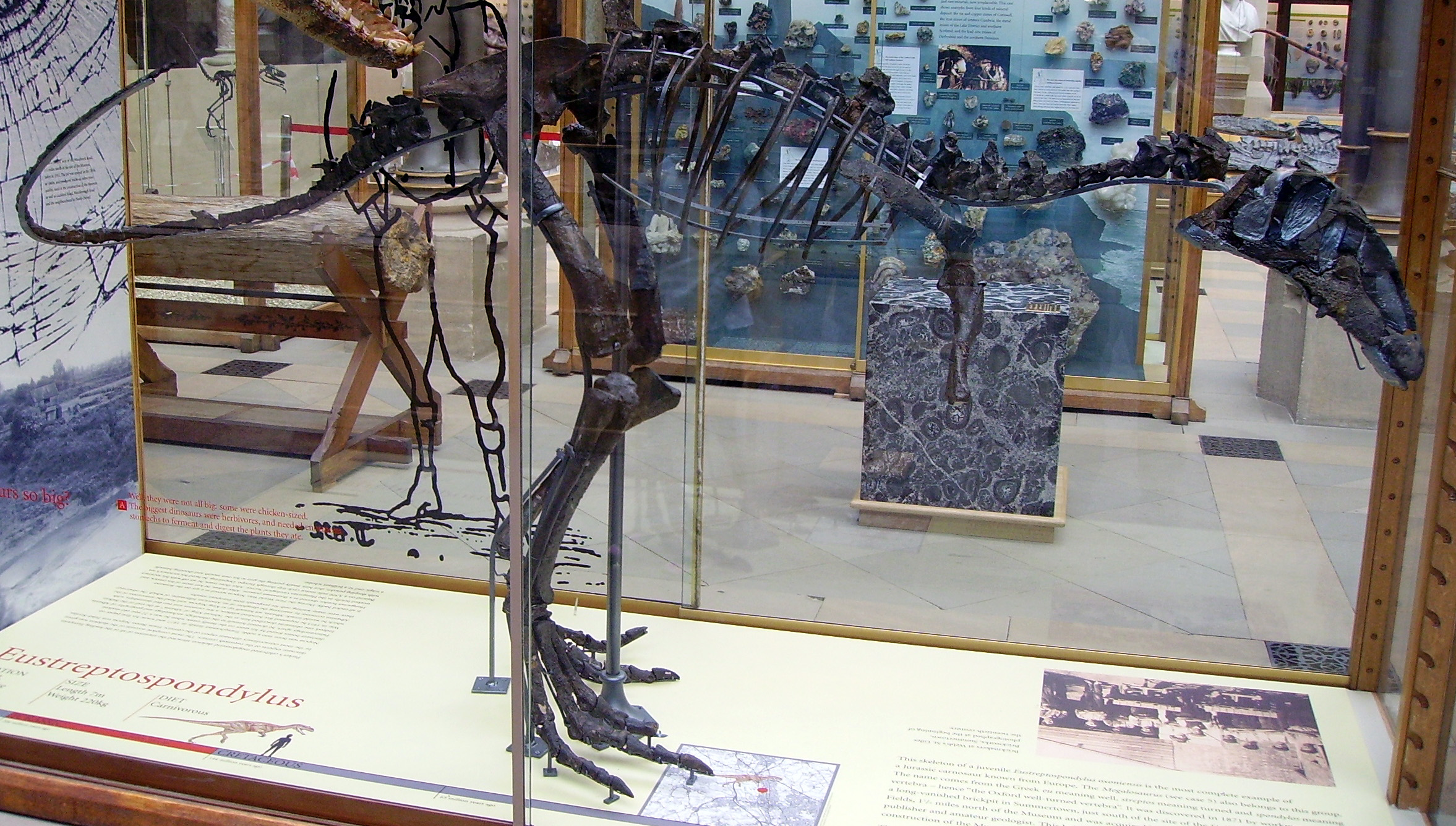
szkielet eustreptospondyla (czaszka niekompletna)